# Ladies European Tour Access Series
De Ladies European Tour Access Series (LET Access Series), in 2010 gestart als de Generali Ladies Tour, is een serie golftoernooien voor dames golfprofessionals en Europese top-amateurs die nog niet zich hebben gekwalificeerd om aan de Ladies European Tour (LET) mee te doen. De Tour is vergelijkbaar met de Europese Challenge Tour voor heren, die al veel langer bestaat en veel meer toernooien heeft.
De basis van deze tour is in Frankrijk. In 2010 waren er drie toernooien tussen eind maart en begin juni, ieder toernooi bestond uit 54 holes. In het najaar werden nog twee toernooien toegevoegd. Aan het einde van deze serie krijgen de drie beste professionals en de drie beste amateurs een uitnodiging voor het Frans Open, dat in september plaatsvindt. De beste speler krijgt bovendien een tourkaart voor het volgende seizoen. Nummer twee en drie mogen direct door naar de Finals van de Tourschool.
De Generali Ladies Tour zouden in maart 2010 beginnen met het Open op La Nivelle. De eerste ronde werd echter geannuleerd vanwege sneeuw op de baan. De tweede ronde bleek ook niet door te kunnen gaan, waarop besloten werd het toernooi op een latere datum te organiseren. Dat werd 9 tot 11 juni. Het Terre Blanche Ladies Open, eveneens in maart, werd dus het eerste toernooi van deze tour. Het werd gewonnen door de 25-jarige Caroline Afonso, het was de eerste overwinning sinds zij eind 2007 professional werd. Het tweede toernooi werd gewonnen door de 23-jarige Jade Schaeffer, geboren op het eiland Réunion maar wonende in Parijs. Karen Lunn, voorzitter van de Ladies European Tour (LET}, speelde op La Nivelle mee om haar ondersteuning te betuigen.
In de tour van 2012 werd voor het eerst een toernooi gewonnen door een amateur: de Schotse Curtis Cupspeelster Pamela Pretswell won het Ljungbyhed Park Ladies Open met twee slagen voorsprong, kort voor ze prof werd. De 2de, 3de en 4de plaats werden ook door amateurs bezet. Anastasia Kostina was in dat jaar de eerste Russische die een LET-toernooi won en kreeg een wildcard voor het Deloitte Ladies Open. 

## Order of Merit
Besloten is de Order of Merit te bepalen op basis van punten en niet op basis van prijzengeld. Het prijzengeld is bestemd voor de top-25 speelsters, terwijl de 40 speelsters die de cut halen, punten verdienen. Amateurs kunnen punten halen voor de World Amateur Golf Ranking.
Winnaressen
| Jaar | Winnares         | # Toernooien | Punten    | Ref(s) |
| ---- | ---------------- | ------------ | --------- | ------ |
| 2010 | Caroline Afonso  | 4            |           | [ 1 ]  |
| 2011 | Marieke Nivard   | 7            | 15.106,25 | [ 2 ]  |
| 2012 | Pamela Pretswell | 12           | 19.372,25 | [ 3 ]  |
| 2013 | Mireia Prat      | 15           | 34.313,93 | [ 4 ]  |
| 2014 | Emma Westin      | 12           | 29.368,33 | [ 5 ]  |